# Bernard Dorléac
Pour les articles homonymes, voir Dorléac.
Bernard Dorléac, né le 7 mai 1923 à Beaumont-de-Lomagne (Tarn-et-Garonne) et mort le 14 mai 2007 à Neuilly-sur-Seine (Hauts-de-Seine), était un scientifique français. Mathématicien, ingénieur aéronautique et chef d'entreprise, il a joué un rôle majeur dans l’élaboration du programme spatial français après la Seconde Guerre mondiale.
Il a aussi été à la fin des années 1960 directeur général de la Compagnie internationale pour l’informatique.

## Distinctions
- Officier de la Légion d'honneur
- Chevalier de l’ordre national du Mérite
- En 1966 il reçoit le prix Icare[3] de l'Association des Journalistes Professionnels de l’Aéronautique et de l’Espace.